# دجاج تندوري
الدجاج التندوري (بالإنجليزية: Tandoori chicken)‏ وهو طبق شعبي جداً يشتهر في الهند وجنوب آسيا يتألف من الدجاج المشوي، واللبن الزبادي، والتوابل.

## التحضيرات
تزال جلود الدجاج بشكلٍ عام وييمكن أن يقطع قبل البدأ في التتبيل، وفي بعض الوصفات لا يتم تقطيعه بل يحضر باستخدام دجاج كامل.
عادة ما تتضمن التوابل المستخدمة بهارات الكاري، والزنجبيل والكمون، والفلفل الحار.
يتبل الدجاج باللبن الرائب مع بهارات تندوري مسالا. وهو طبق حريف نسبياً (حار), ولكن يتم خفض هذه الدرجة من الحرورة في معظم الدول الغربية. ويستخدم الفلفل الحريف، مسحوق الفلفل الحار الأحمر أو مسحوق الفلفل الأحمر الكشميري لاعطائها صبغة حمراء نارية. وأكبر كمية من الكركم لاتناج اللون البرتقالي. في بعض طرق الاعداد الحديثة للطبق يتم استخدام ملون أحمر وأصفر لتلوين الطعام.

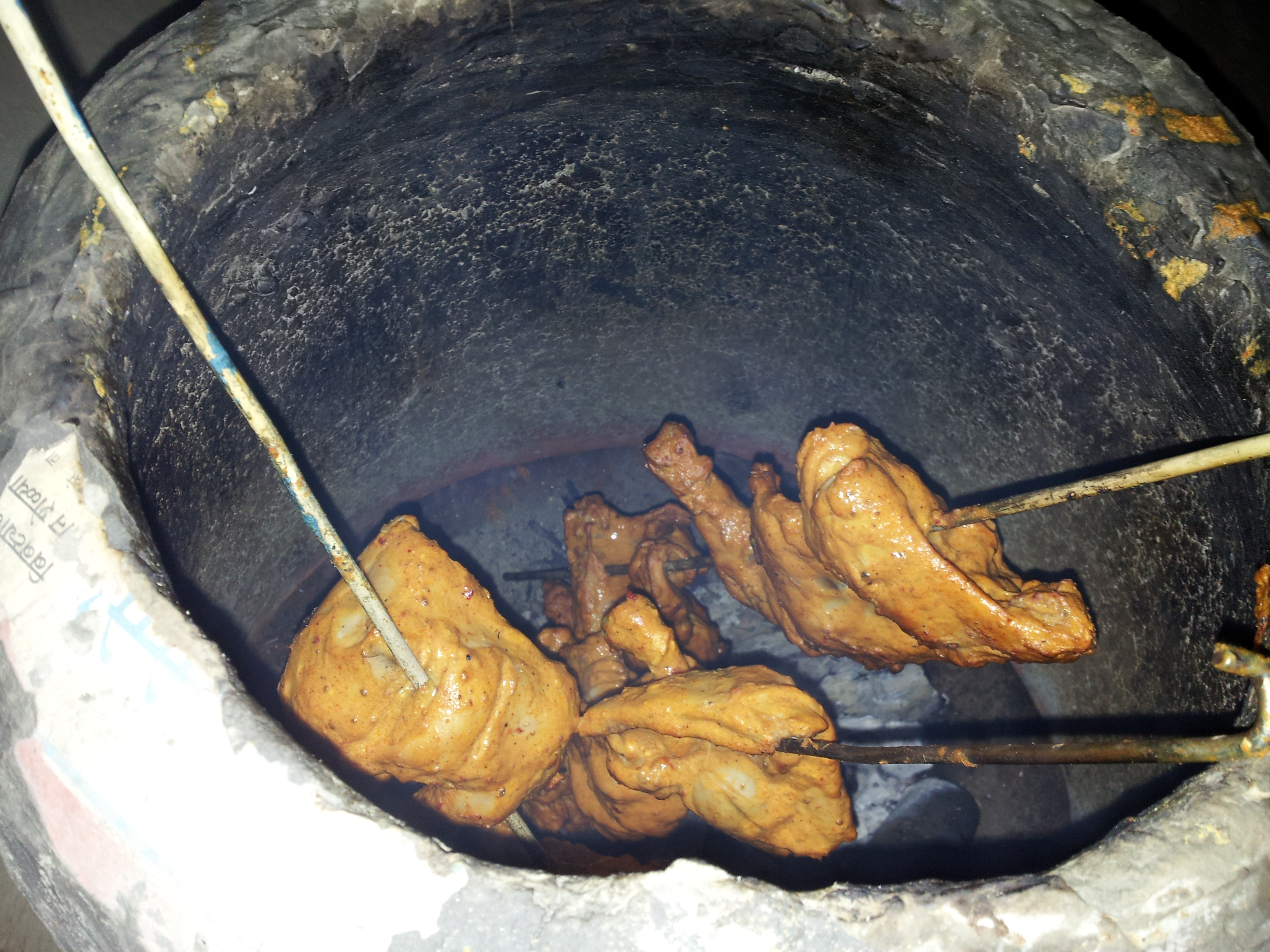
قطع الدجاج أثناء طهيها في فرن التندور

توضع قطع الدجاج المتبلة في أسياخ وتطهى على درجات حرارة عالية في فرن التندور الذي يتم تسخينه باستخدام الفحم أو الأخشاب مما يضفي على الدجاج نكهة مدخنة. كما يمكن طهي الدجاج أيضًا في فرن منزلية عادية، أو باستخدام المشواة على الفحم الساخن.
ينضج الطبق تقليدياً في درجات حرارة عالية في التندور (فرن الطين)، ولكن يمكن أيضاً أن يتم اعداده على موقد الشواء التقليدي.

## تاريخ الطبق
عُرفت أطباق مشابهة لدجاج التندوري في الحضارة الهندية القديمة ولعل أقدم طبق معروف منها يرجع تاريخه إلى 3000 عام قبل الميلاد إلى حضارة وادي السند، حيث عثر فريق من الأثريين في منطقة البنجاب على أفران طينية قديمة تشبه التندور المستخدمة بكثرة حاليًا في ولاية البنجاب، كما عُثر على بقايا عظام دجاج عليها علامات الطهي باستخدام الفحم.
تعود قصة ابتكار هذا الطبق لشخص يُدعى كوندان لال غوجرال-البنجابي الهندوسي، والذي كان يدير مطعم يدعى موتي محل, في مدينة بيشاور في 1920. بعد التقسيم في عام 1947، وجد نفسه واحداً من العديد من اللاجئين الفارين من الهندوس إلى الهند هرباً من أعمال الشغب والاضطرابات. نقل مطعمه إلى دلهي في مكان يسمى Daryaganj, وفي محاولات متعددة عن طريق وصفات جديدة للحفاظ على الزبائن قام غوجرال بطهي الدجاج في أفران الطين التي كانت حتى ذلك الحين تستخدم فقط لطهي خبز النان. وكانت أفران الطين على شكل جرس في باطن الأرض ويستخدم الخشب أو الفحم لاشعال النار، ويمكن أن تصل درجة الحرارة فيه إلى حوالي 480 درجة مئوية (900 درجة فهرنهايت).
نال الدجاج المطبوخ في فرن التندوري على إعجاب أول رئيس وزراء الهند جواهر لال نهرو، حتى أنه جعلها وجبة منتظمة في المآدب الرسمية. وقد شملت قائمة كبار الشخصيات الزائرة التي تمتعن بالطبق الرؤساء ريتشارد نيكسون وجون كنيدي، قادة البلقان السوفياتي نيكيتا خروتشوف، ونيكولاي، ملك نيبال، وشاه إيران.

## أطباق مشابهة

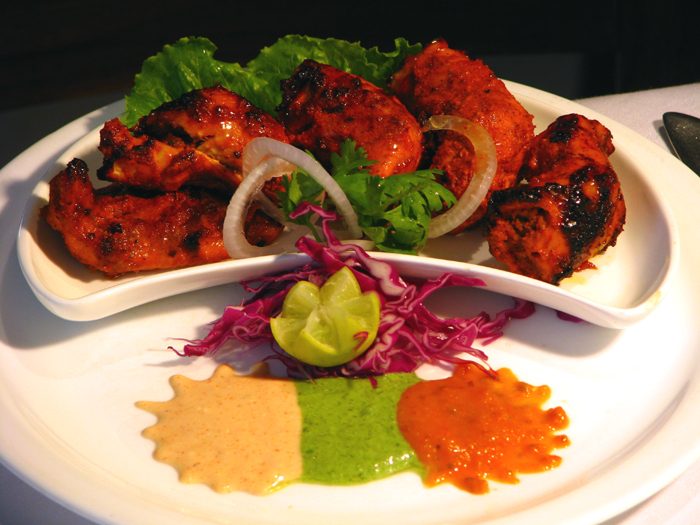
دجاج تكا

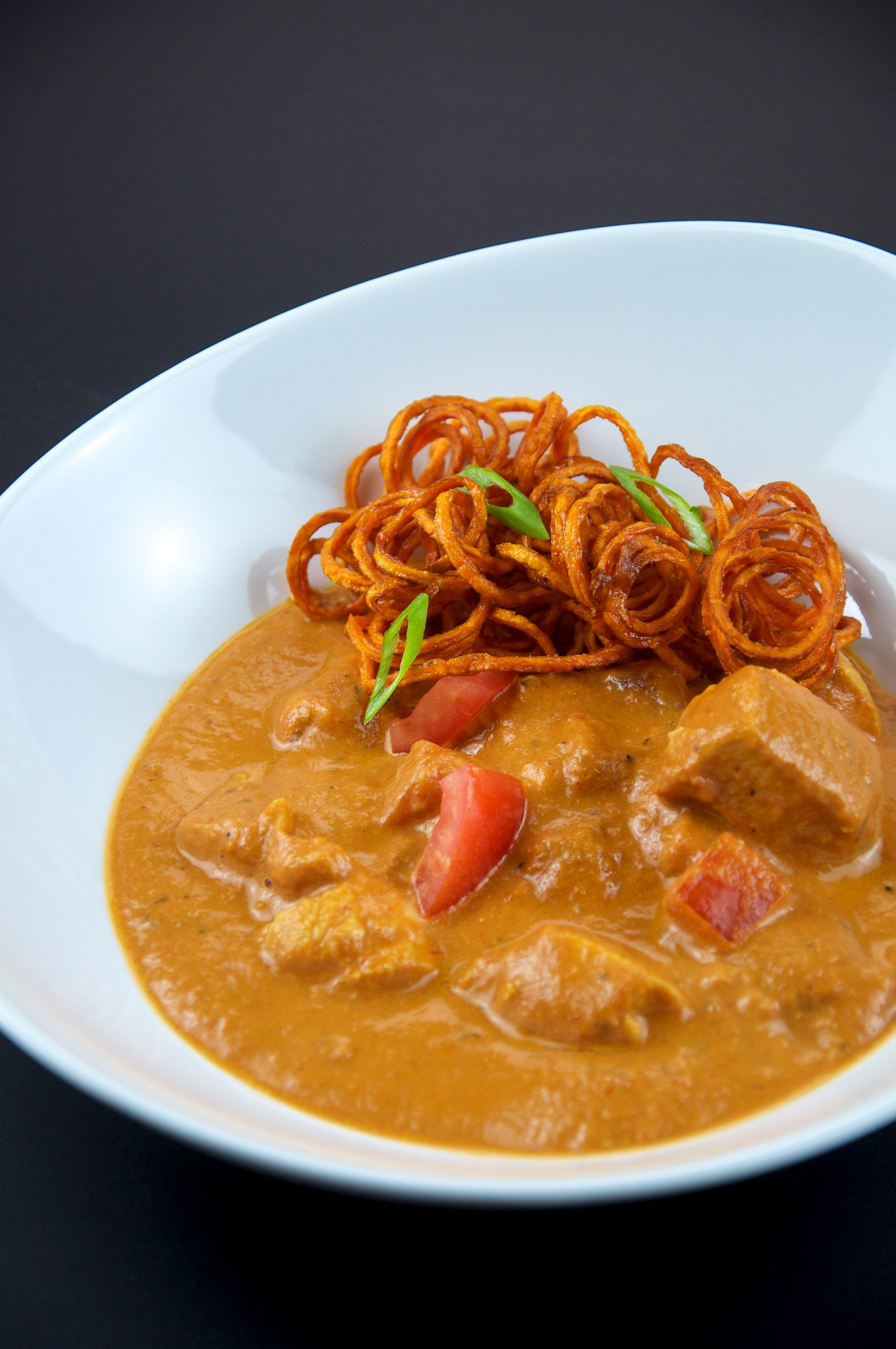
دجاج تكا ماسالا

أدّت شهرة طبق دجاج التندوري إلى ظهور العديد من الأطباق المشتقة منه مثل دجاج تكا، ودجاج التكا ماسالا الهندي الذي اشتهر في بريطانيا، والعديد من الأطباق التي يكون أساسها الدجاج المبهر بالزبادي والتتبيلة المعتمدة على الحمضيات. ويوجد طبق التندوري عادةً في جميع قوائم الطعام في المطاعم الهندية في جميع أنحاء العالم.

## التقديم
يقدم دجاج التندوري عادةً كطبق رئيسي مع خبز النان المسطح إلى جانب شرائح الليمون والبصل، كما يمكن تقديمه كطبق جانبي أو كمقبلات.

## المناطق والانتشار
يحظى طبق التندوري بشعبية كبيرة خارج الهند, وفي أجزاء أخرى من جنوب آسيا يؤكل الطبق كمقبلات قبل وجبة الطعام.
بدأ دجاج التندوري في الظهور ضمن قوائم المطاعم في الولايات المتحدة الأمريكية خلال عقد الستينيات من القرن العشرين. وقد أفادت التقارير أن جاكلين كينيدي تناولت دجاج التندوري خلال رحلتها من روما إلى بومباي في عام 1962. ونشرت وصفة دجاج التندوري لأول مرة في الولايات المتحدة في صحيفة لوس أنجلوس تايمز في عام 1963، ثم نشرت الصحيفة وصفة مماثلة في عام 1964.

## الغذاء
يعتبر طبق تندوري الدجاج غني بالبروتينات إذ إن كل وجبة (350غ تقريباً) تحتوي على 46غ من البروتينات فإن جسم الإنسان يحتاج إلى 0.83غ لكل كغ من وزنه. أما بالنسبة للسعرات الحرارية إن كل وجبة تحتوي على 552 سعرة حرارية تقريباً.

## وصلات خارجية
دجاج تندوري من مطبخ لك